# Selección de fútbol sub-15 de Argentina
La selección de fútbol sub-15 de Argentina es el equipo formado por jugadores de nacionalidad argentina menores de 15 años de edad, que representa a la Asociación del Fútbol Argentino en el  Campeonato Sudamericano de Fútbol Sub-15 y en los Juegos Olímpicos de la Juventud. Su mejor participación en un Campeonato Sudamericano Sub-15 ha sido en la edición de 2017 cuando fue campeón.
Muchos jugadores destacados han vestido la camiseta de esta selección, incluyendo a Sergio Agüero, Alejandro Gómez, Mauro Zárate, Eduardo Salvio, Nicolás Tagliafico, Juan Musso, Lucas Ocampos, Leandro Paredes y Sebastián Driussi, entre otros.

## Indumentaria

### Uniforme

#### Uniforme titular
| Primer uniforme | (Ver evolución) | Uniforme actual |

#### Uniforme alternativo
| Primer uniforme | (Ver evolución) | Uniforme actual |

### Proveedores
| Periodo   | Proveedor |
| --------- | --------- |
| 2001-act. | Adidas    |

## Instalaciones

### Complejo Deportivo de Ezeiza "Lionel Andrés Messi"
La selección argentina cuenta con un predio de 48 hectáreas ubicado en el partido de Ezeiza, en la provincia de Buenos Aires, a la vera de la Autopista Ricchieri. El predio cuenta con tres complejos de alto nivel: uno de ellos lo utiliza la selección mayor, otro las selecciones juveniles y el tercero de apoyo logístico.
El predio pone a disposición de los jugadores y entrenadores nueve estadios, de los cuales siete tienen las medidas reglamentarias y los otros dos con medidas reducidas. Sus instalaciones cuentan además con todo lo necesario para el alojamiento de los planteles, con habitaciones, cocinas, comedores, vestuarios, gimnasios, consultorios médicos, salas de conferencia, salas de vídeo y microcine.
El predio fue nombrado el 28 de octubre de 2014 como Julio Humberto Grondona, en honor al fallecido presidente de la AFA, cargo que ejerció durante 35 años. Posteriormente el 25 de marzo de 2023 pasó a llamarse Lionel Andrés Messi, en honor a su trayectoria como futbolista vistiendo la camiseta nacional por más de 20 años y la obtención del título mundial en 2022.
La historia de su construcción se remonta a 1979, cuando Grondona, recién asumido presidente, decidió adquirir un predio dedicado al entrenamiento de la albiceleste, que se concentraba en otras instalaciones, como la Fundación Salvatori y el sindicato de Empleados de Comercio. Para ello, la selección se enfrentó con un combinado amistoso llamado Resto del Mundo, el 25 de junio de 1979, como primer aniversario de la obtención del mundial '78, en el estadio Monumental. La selección perdió 2 a 1. Lo recaudado, 998 123 994 pesos Ley 18.188, tenía como destino la construcción del predio.
No fue hasta 1987 que, impulsado por el entrenador del equipo Carlos Salvador Bilardo, comenzó su construcción definitiva, que otorgó el Estado Nacional a la AFA en concesión por 30 años. El propio entrenador buscó el terreno y ayudó con los cimentos. En 2010 se renovó la concesión por 30 años, hasta 2048. El predio fue inaugurado en diciembre de 1989, con la idea de trasladar las instalaciones del edificio de Viamonte y construir un estadio propio con capacidad para 40 000 personas. Es utilizado por los distintos planteles desde el mundial de Italia '90.

## Historial de encuentros oficiales reconocidos por FIFA
Contiene datos de: Campeonato Sudamericano.
En cursiva los países actualmente desaparecidos. Según FIFA:
- Alemania incluye a la Selección de Alemania Federal, pero no a su par de Alemania Democrática, que actualmente forma parte de la Alemania unificada.
- República Checa es sucesora de Checoslovaquia.
- Rusia es sucesora de Unión Soviética.
- Serbia es sucesora de Yugoslavia y Serbia y Montenegro.
- Si bien Australia es un país oceánico, pertenece a la AFC desde 2006, tras haber abandonado la OFC.

### Campeonato Sudamericano Sub-15
| Año   | Resultado    | Posición | PJ | PG | PE | PP | GF  | GC | Dif. | Goleador                               |
| ----- | ------------ | -------- | -- | -- | -- | -- | --- | -- | ---- | -------------------------------------- |
| 2004  | Tercer lugar | 3°       | 5  | 4  | 0  | 1  | 8   | 3  | +5   | Juan Ignacio Antonio y Kun Agüero: 2   |
| 2005  | Subcampeón   | 2°       | 6  | 5  | 0  | 1  | 15  | 9  | +6   | Federico Laurito: 7                    |
| 2007  | Tercer lugar | 3°       | 7  | 2  | 3  | 2  | 10  | 12 | -2   | Mauricio Alfredo Aubone: 2             |
| 2009  | Primera fase | 7°       | 4  | 1  | 1  | 2  | 5   | 7  | -2   | Lucas Ocampos: 2                       |
| 2011  | Tercer lugar | 3°       | 7  | 3  | 1  | 3  | 10  | 13 | -3   | Sebastián Driussi y Jonathan Cañete: 2 |
| 2013  | Tercer lugar | 3°       | 6  | 4  | 1  | 1  | 13  | 10 | +3   | Matías Roskopf y Federico Vietto: 4    |
| 2015  | Tercer lugar | 3°       | 6  | 5  | 0  | 1  | 14  | 3  | +11  | Facundo Colidio: 4                     |
| 2017  | Campeón      | 1°       | 7  | 5  | 2  | 0  | 25  | 11 | +14  | Exequiel Zeballos: 5                   |
| 2019  | Subcampeón   | 2°       | 6  | 3  | 3  | 0  | 14  | 4  | +10  | Valentín Barco: 3                      |
| 2023  | Tercer lugar | 3°       | 6  | 3  | 3  | 0  | 10  | 7  | +3   | Thomas De Martis: 4                    |
| Total | 10/10        | 2.°      | 60 | 35 | 14 | 11 | 124 | 79 | +45  | Federico Laurito: 7                    |

### Juegos Olímpicos de la Juventud
| Año           | Resultado    | Posición     | PJ           | PG           | PE           | PP           | GF           | GC           | Dif.         | Goleador     |              |
| Singapur 2010 | No participó | No participó | No participó | No participó | No participó | No participó | No participó | No participó | No participó | No participó | No participó |
| Nankín 2014   | No clasificó | No clasificó | No clasificó | No clasificó | No clasificó | No clasificó | No clasificó | No clasificó | No clasificó | No clasificó | No clasificó |

## Palmarés

### Títulos Oficiales
| Competición                    |          |                 |                                         |
| Competición                    | Títulos  | Subcampeonatos  | Tercer lugar                            |
| ------------------------------ | -------- | --------------- | --------------------------------------- |
| Campeonato Sudamericano Sub-15 | 1 (2017) | 2 (2005 y 2019) | 6 (2004, 2007, 2011, 2013, 2015 y 2023) |

### Títulos Amistosos
| Competición                    | Títulos |
| ------------------------------ | ------- |
| Copa México de Naciones Sub-15 | 2013    |
| Vlatko Markovic (Croacia)      | 2019    |